# コイントス

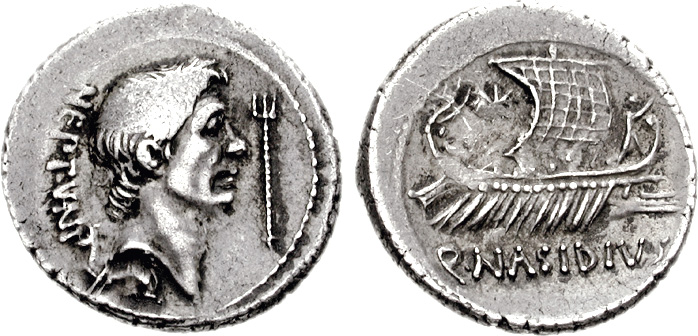
ローマ時代のコイン。表（ヘッド）にはグナエウス・ポンペイウス、裏（テイル）には帆船が書かれている。
古代ローマ人の間では、このような表が人の頭・裏が帆船である一部のコインの様式から、コイントスを navia aut caput（船と頭）と呼んでいた

コイントス（英: Coin Toss）は、2者の役割分担・順位付け・権利などを決定するために、硬貨もしくは同様の材質・形状を持つものを投げて表か裏のどちらが出るかを観察する行為である。コイン投げとも呼ばれる。

## 概要
材質が均一なコインを、人間が指で回転運動を与えて投げ、コインがある程度多い回転を経てから地平面などに落ち静止したとする。このとき見えているコインの面が表になるか裏になるかは、ほぼ同様に確からしいことが期待できる。
実際にはコイン表面の刻印や厚さのために、その確率には微妙な偏りがあると考えられるが、一般的な状況においてはこの微小な差は無視される。コイントスはこの性質を用いて、他の決定方法が採用できないような場合に偶然性に頼った決定を行う方法である。同様の偶然性は他の物品でも実現可能だが、特にコインは入手のしやすさや扱いやすさなどから広く一般に用いられている。
また、コイントスはベルヌーイ試行の典型的な事例として、さまざまな確率モデルの説明に用いられる。

## 手順

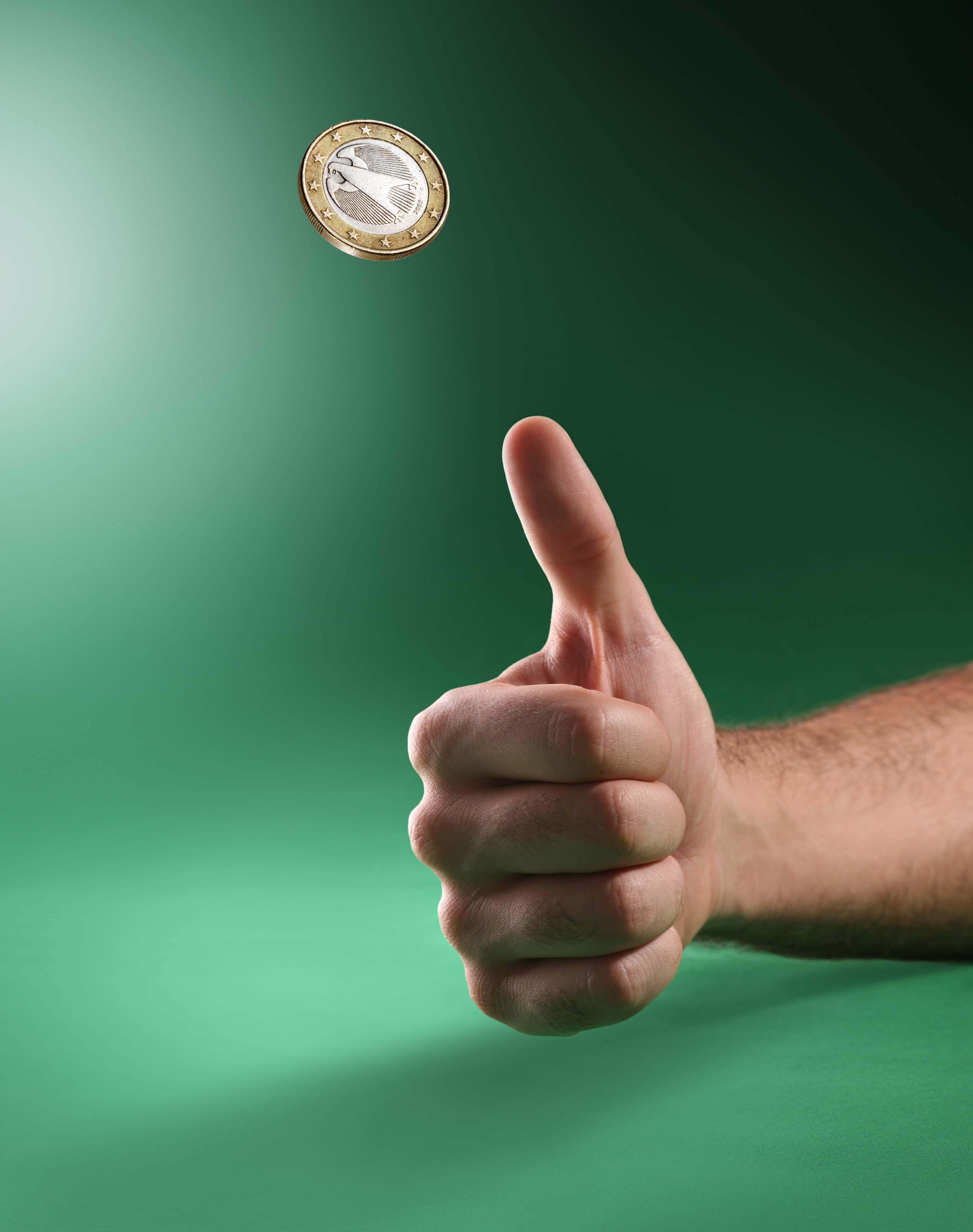
コイントスのコインの投げ方

まずコインの表裏を確認する。これは決定に従うべき2者の間で、表裏の区別に関する相違がないようにするためである。さらに2者のいずれかが表裏どちらが出るかを予想して宣言をする（あるいは中立な第三者が、表が出た場合に2者のいずれに権利が与えられるかを事前に宣言する）。表裏の宣言を行うタイミングは、投げる前、コインが空中にある間、投げたコインが手の甲に着地してもう片方の手で隠されているときなどがあるが、どちらの者が宣言するかも含めてあらかじめ了解を取ってから行う。
一般には、中立な第三者がコインを投げる。コインの投げ方には特に決まりなどはないが、充分な回転運動を与えるために以下のような方法をとることが多い。
左右どちらかの手を、手の平が地平面に垂直に、指が地平面に水平になるようにする。この状態で人差し指と親指で輪を作るようにし、親指の爪を人差し指の末節の下に当てる。人差し指の末節の上にコインを置き、親指を強く上に向けてはじく（これにより、コインに回転運動を与えつつ上方へと飛ばす）。ある程度の回転が加えられていない場合は不正とされ、投げようとした手を滑らせてコインを落とした際に一旦無効として投げ直すこともある。
コインが地上面に落ちて静止した時点で、コインの上を向いた面が表か裏かを確認して決定がなされる。地上面に傾き・凹凸・水溜りなどがあり、確認を行うのに適当でないと思われる場合は、コインを投げた者が落ちてきたコインを片方の手の甲で受け止め、他方の手で押さえるといった方法も用いられる。
通貨として流通している硬貨のほとんどはコイントスで用いるコインとしての要件を満たすが、特にコイントスのために作られたトスコインもスポーツ用品メーカーなどから販売されている。

## コイントスの事例

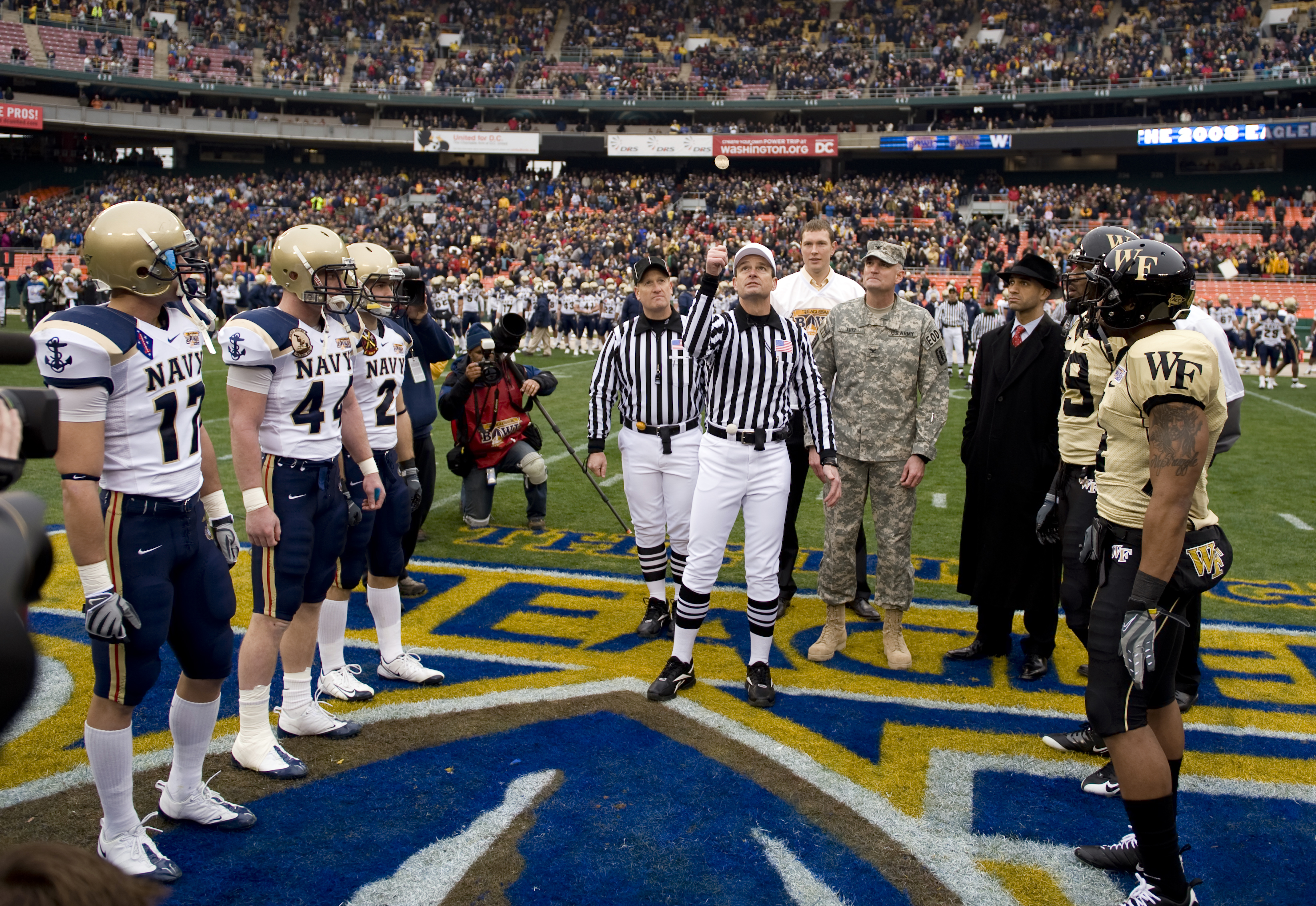
アメリカンフットボールの試合開始前に、コイントスを行うレフェリー

コイントスは、現在では主に球技（サッカー、アメリカンフットボール、クリケットなど）において、最初に攻撃を行ったりボールの支配権を持つ選手（またはチーム）を決定する方法として知られている。この場合、審判が中立な第三者としてコイントスを行う。
テニスの公式試合では、第1セット第1ゲームの試合開始前に選手がコートエンドやサーブ権を選択するコイントスが行われる。だが非公式試合の場合はどちらかの選手が持つラケットを代用とすることも多い（“ラフ・オア・スムース”、“アップ・オア・ダウン”）。
ラグビーでは最初の攻撃者の決定にコイントスを行うだけでなく、時間内に試合の勝敗が決定しなかった場合に、コイントスで勝者を決することがある。
アメリカン・フットボールでも、攻撃順か自陣選択権かのいずれかを選ぶ際にコイントスが行われる。NFLでは特製のコインが用意され、実際にコイントスに用いられたコインはプロフットボール殿堂に納められるとともに、同デザインのコインが一般の収集家に販売される。野球の始球式のように、審判の代わりに著名人の来賓がコインを投げる場合もある。また、順位決定（公式戦およびドラフト）の際、タイブレークシステムの最終項目にコイントスを適用する。XFLでは試合開始前のコイントスを行わず、代わりに両チームの代表が同時に20ヤードを走ってボールを奪い合うことで決めるシステムを導入した。
アイスホッケーの場合、ルール上ホームチームとアウェイチームを決める必要があるため、中立地の試合ではアイスホッケーのパックを上に投げる「パックトス」が行われる。パックトスに勝った方がルール上優位になるホームを選択する場合が多い。
野球のMLBでは、地区優勝およびワイルドカード争いが同率となった際にタイブレーカー（決定戦）開催地をコイントスで決定していたが、2008年を最後に廃止される方向となった。ワールド・ベースボール・クラシックでは決勝戦において先攻後攻を決めるためのコイントスを準決勝終了後に行う他、プールラウンドの順位決定における最終手段としてコイントスを採用する場合もある。
新日本プロレスのG1 CLIMAXではブロックリーグで勝ち点および直接対決で並んだ場合、コイントスにより順位を決定する。2009年大会のA組で史上初のコイントスが実施された。
トレーディングカードゲームにおけるカードの効果を判定するのにコイントスが使われる場合がある。ドイツのボードゲーム・アベ・カエサルでは、ゲームに不可欠なカエサルへの敬礼を行う際に、最初に配られるチップをコイントスの要領で投げて、「アベ・カエサル」と叫ばなければならない。
英語圏などでは、選挙で両候補の得票数が同数の際に当選者を決定するためにコイントスを用いる場合がある。アメリカ合衆国に新たに加入する州が、最初の任期満了年の異なる2名の上院議員を選出する際、2名の当選者の任期の長短を決める際にもコイントスが用いられる。
アーレイ・バーク級ミサイル駆逐艦の建造構想段階では実際に建造されたずんぐりむっくりの船体とほっそりした船体の2案が検討され、いずれも一長一短で甲乙つけがたかったために、最終的にコイントスで決定されたという冗談のようなエピソードがある。その後建造されたイージス艦が基本的に本艦をタイプシップとしていることから、ある意味1枚のコインが現代軍艦の歴史を決めたともいえる。
2007年1月11日、秋田大学医学部附属病院の病院長を決める際、候補者選挙を行ったが、1回目の投票では決まらず、さらに3度の決選投票でも票が同数となって当選者を決めることができなかった。そのため、選考会の席において『抽選に拠って病院長を決定する』ことを多数決で決議した後、コイントスを行って病院長を決めたという事例があった。